# Японский военный контингент в Ираке
Японский военный контингент в Ираке (яп. 自衛隊イラク派遣) — подразделение вооружённых сил Японии, созданное в 2003 году и находившееся в составе сил многонациональной коалиции в юго-восточной части Ирака с января 2004 до декабря 2008 года.
В состав контингента входили военнослужащие сухопутных, военно-морских и военно-воздушных частей, и он стал крупнейшим военным контингентом, отправленным за пределы Японии в период после окончания второй мировой войны.

## История

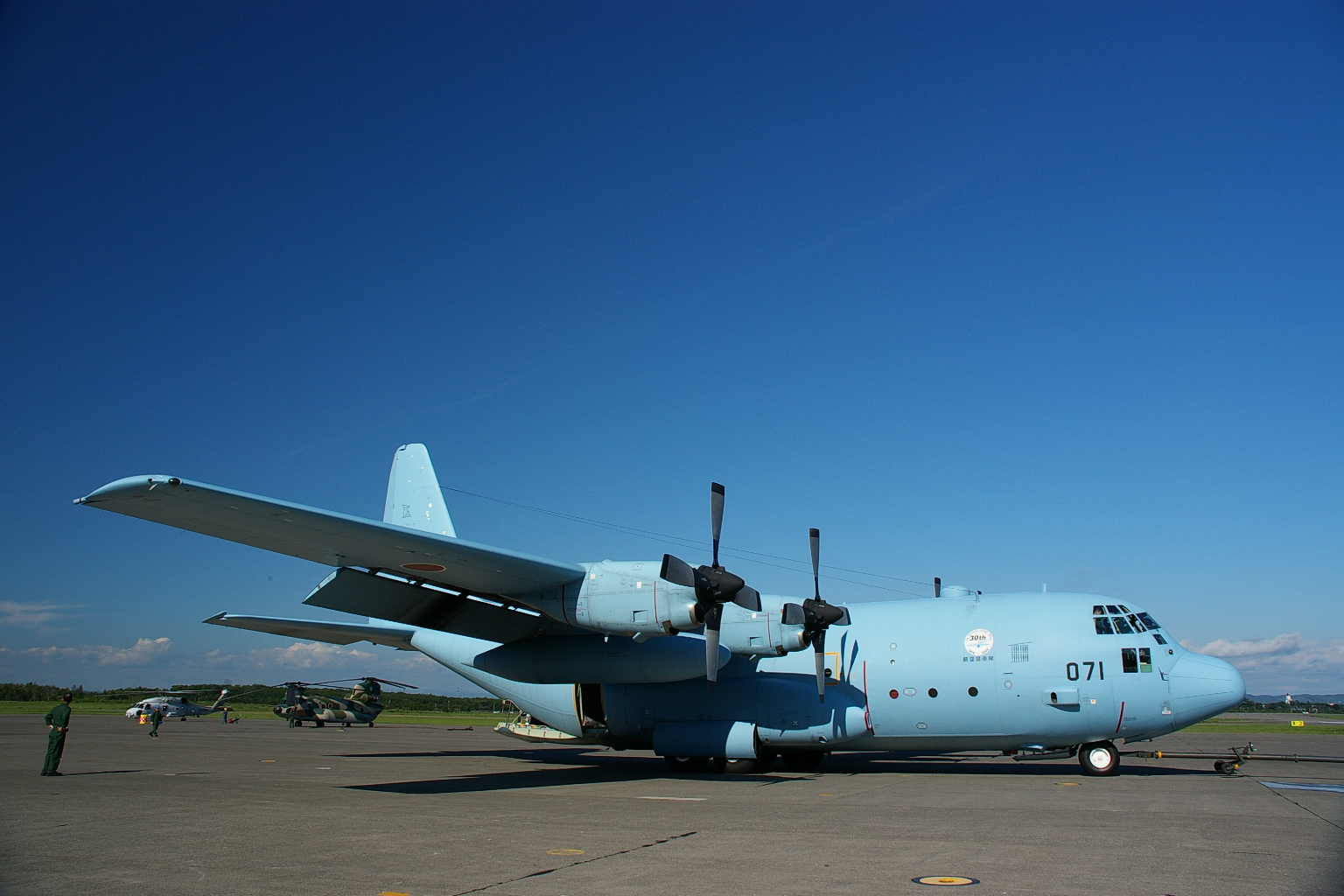
японский военно-транспортный самолёт C-130H в Ираке (10 августа 2008)

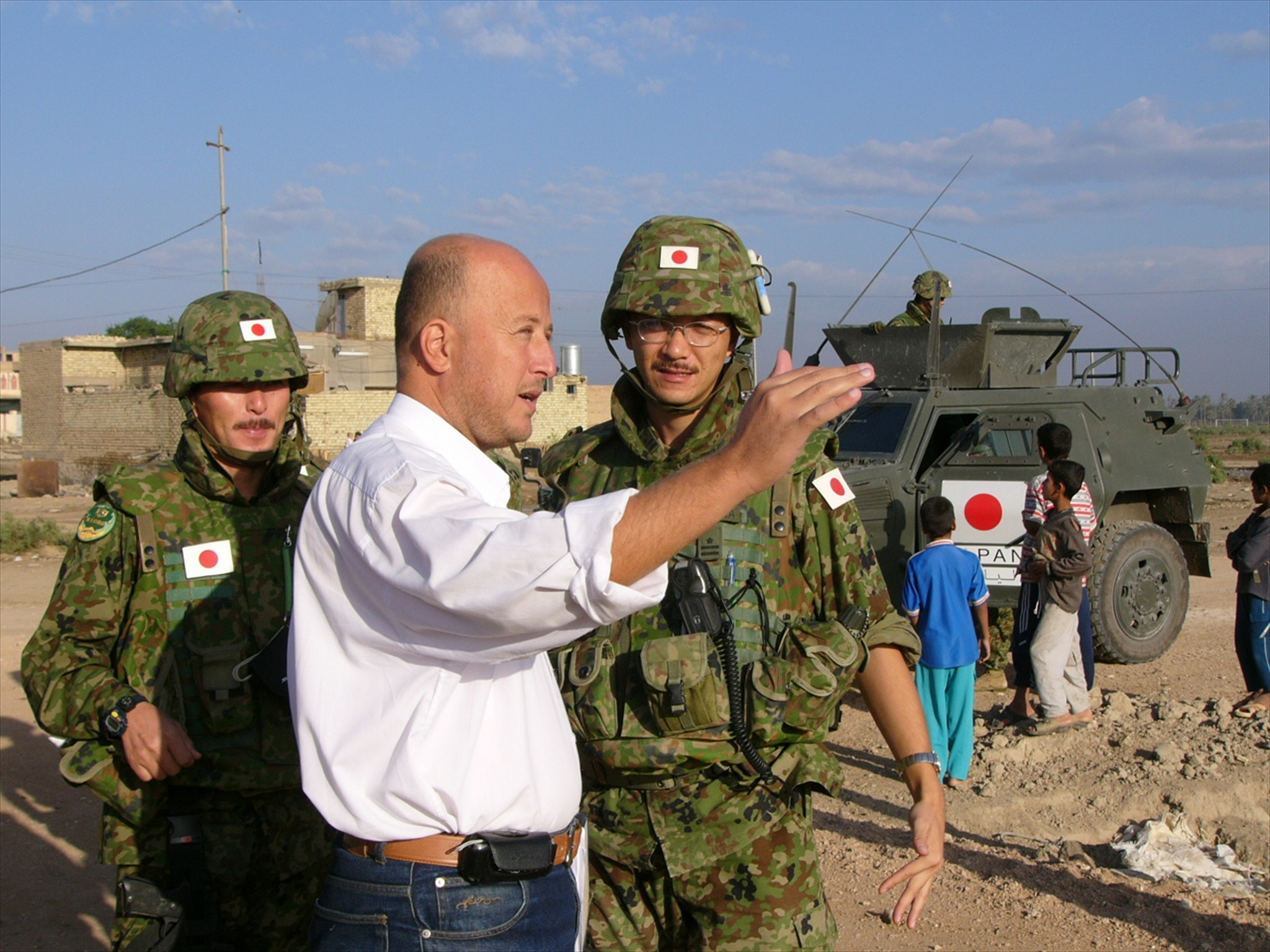
военнослужащие и бронеавтомобиль Komatsu LAV японского контингента в Ираке

19 февраля 2002 года шеф управления национальной обороны Японии Гэн Накатани выступил с заявлением, что Япония воздержится от открытой поддержки США в случае, если Вашингтон нанесёт военный удар по Ираку.
18 марта 2003 года премьер-министр Японии Д. Коидзуми выступил с заявлением, что правительство Японии поддерживает ультиматум США, выдвинутый Ираку.
13 июня 2003 года правительство Японии утвердило законопроект о отправке японских военнослужащих в Ирак (после этого, на трассе между городами Багдад и Киркук была обстреляна машина японской неправительственной организации "Писуинз джапан", доставлявшая благотворительную помощь в город Эрбиль, где сложилась тяжёлая ситуация с продовольствием и здравоохранением. Никто из находившихся в машине четырех иракцев, занимавшихся оказанием медицинской помощи населению, не пострадал, но было выведено из строя компьютерное оборудование).
В июле 2003 года законопроект о отправке японских войск в Ирак утвердил японский парламент. 
11 июля 2003 года два транспортных самолета С-130 сил самообороны Японии вылетели с авиабазы Комаки в район Ирака для перевозки гуманитарных грузов, направляемых туда по линии ООН.
В начале октября 2003 года было объявлено, что общая численность японского военного контингента составит от 600 до 700 военнослужащих, при этом передовой отряд из 100 военнослужащих будет отправлен в южный Ирак в декабре 2003 года, а остальные силы будут переброшены позднее. Основными функциями контингента должны были стать ремонтно-восстановительные работы, тыловое снабжение и обеспечение сил MNF-I. Предполагалось, что японские военнослужащие будут находиться в Ираке в течение двух лет (хотя не исключалась возможность продления операции).
Первые японские военнослужащие из передового отряда были направлены в Ирак в ноябре 2003 года.
29 ноября 2003 года в районе города Тикрит в северном Ираке была атакована машина с японскими дипломатами. В результате обстрела из стрелкового оружия в джип Toyota Land Cruiser попали 36 пуль, погибли водитель-контрактник (гражданин Ирака) и два японских дипломата (советник Katsuhiko Oku и третий секретарь японского посольства в Багдаде Masamori Inoue).
19 декабря 2003 года министр обороны отдал приказ об отправке основных сил. После нескольких дней акклиматизации на военной базе США «Кэмп-Вирджиния» в Кувейте, в январе 2004 года первые японские военнослужащие прибыли в Ирак. В середине января 2004 года японский контингент (600 военнослужащих) был расквартирован в городе Эс-Самава в южной части Ирака. Это была первая международная операция сил самообороны, совершённая без санкции ООН. 
По данным опроса общественного мнения, проведенного в это время крупнейшим японским информагентством "Киодо Цусин", 51,6% респондентов не поддерживали участие страны в операции в Ираке.
В начале 2004 года на окраине города была построена укреплённая база, обнесённая по периметру рвом, земляной насыпью и заграждениями из колючей проволоки. Система охраны базы включала в себя камеры видеонаблюдения, тепловизоры, сенсоры охранной сигнализации и контрбатарейный радар.
Во время нахождения на территории Ирака японский контингент находился в зоне ответственности австралийских войск и в ходе деятельности взаимодействовал с австралийскими военнослужащими и местной полицией.
Вечером 16 февраля 2004 года по зданию управления национальной обороны в Токио были выпущены два реактивных снаряда. Пострадавших не имелось, в ходе поисковых мероприятий на одном из столичных кладбищ полиция обнаружила две самодельные пусковые установки, которые использовались для запуска ракет. Ответственность за обстрел взяла на себя ультралевая радикальная организация "Какурокио", которая сообщила, что обстрел произведён в знак протеста против отправки японских военнослужащих в Ирак.
7 апреля 2004 года в Багдаде были похищены трое граждан Японии (Soichiro Koriyama, Nahoko Takato и Noriaki Imai), после чего захватившие их боевики "Saraya al-Mujahedin" потребовали от правительства Японии вывести войска из Ирака. После переговоров с участием суннитской общины 15 апреля 2004 все трое заложников были отпущены.
15 апреля 2004 года в районе города Фаллуджа были похищены ещё два японца (журналисты Jumpei Yasuda и Nobutaka Watanabe), но через три дня они были отпущены на свободу и вернулись в Японию.
В мае 2004 года началась первая ротация контингента.
27 мая 2004 года в районе города Эль-Махмудия в 30 км южнее Багдада была атакована машина с японскими журналистами, возвращавшимися из Эс-Самава в Багдад. Погибли два японских журналиста (Shinsuke Hashida и Kotaro Ogawa), был ранен водитель машины (гражданин Ирака).
4 июля 2004 года в Токио прошла демонстрация противников участия японских военнослужащих в операции в Ираке.
В августе 2004 года было принято решение снабдить войска в Ираке разведывательными беспилотными летательными аппаратами.
В октябре 2004 года в Ираке был похищен гражданин Японии Сёсэй Кода, 20 октября 2004 захватившие его боевики бригады "Khalid bin al-Waleed" (связанной с иракской Аль-Каидой) потребовали от правительства Японии вывести из Ирака японские войска в течение 48 часов. Правительство Японии отказалось и 29 октября 2004 года заложник был убит.
9 декабря 2004 года правительство Японии утвердило решение о продлении срока пребывания японского контингента в Ираке.
В начале 2005 года для защиты от миномётных обстрелов база японского контингента была дополнительно укреплена и обнесена бетонной стеной. Также, в 2005 году контингент получил первые разведывательные беспилотники R-MAX.
В августе 2005 года Демократическая партия Японии на заседании парламента потребовала вывести японских военнослужащих из Ирака.
В начале февраля 2006 года правительство Японии впервые официально объявило о намерении вывести войска из Ирака (в это время в численность контингента составляла 550 военнослужащих). В это же время в ходе плановой замены личного состава для прохождения службы в Ираке были направлены 170 военнослужащих 1-й воздушно-десантной бригады (один из них, 38-летний сержант, чтобы не оказаться в Ираке, совершил кражу в супермаркете города Индзай и был задержан).
20 июня 2006 года из Ирака начали вывозить инженерную технику японского контингента.
8 июля 2006 года на британских вертолётах страну покинули первые 38 японских солдат. В следующие десять дней остальные военнослужащие армейских подразделений были выведены из Ирака, но около 200 военнослужащих военно-воздушных сил, обеспечивавших снабжение коалиционных войск в Ираке, остались на территории Кувейта.
20 марта 2007 в центре Токио прошла демонстрация противников участия Японии в войне в Ираке.
17 апреля 2008 года верховный суд города Нагоя вынес решение, что операция воздушных сил самообороны Японии в Ираке (в ходе которой японские самолёты C-130 доставляли войска других государств в зону боевых действий в районе Багдада) является нарушением статьи 9 конституции Японии.
29 июля 2008 года посол США в Японии призвал правительство Японии продолжить участие в военной операции в Ираке.
В сентябре 2008 года правительство Японии объявило о намерении прекратить участие в войне в Ираке и к концу 2008 года возвратить в Японию подразделение военно-транспортной авиации, обеспечивавшее доставку грузов коалиционным войскам на территории Ирака.
23 декабря 2008 года последние военнослужащие воздушных сил самообороны покинули Ирак.

## Общая численность
В общей сложности в операции в Ираке участвовали около 5500 военнослужащих сухопутных войск и 3500 военнослужащих воздушных сил самообороны, также использовались местные и иностранные контрактники.
Расходы на обеспечение деятельности военного контингента в Ираке составили 73 млрд. иен.
Во время операции в отношении контингента имели место агрессивные действия:
- 26 января 2004 года в городе Рамади было совершено нападение на грузовик, перевозивший грузы для японского контингента в Эс-Самава, нападавшими был убит водитель грузовика (гражданин Иордании)[43].
- 12 февраля 2004 года произошла первая атака на японских военнослужащих[45] - возле японского поста в Эс-Самава взорвались две миномётные мины. Потерь среди личного состава контингента не имелось[46]
- в марте 2004 года было совершено нападение на грузовик, перевозивший грузы из Кувейта для японского контингента в Эс-Самава, нападавшими был убит водитель грузовика (гражданин Ирака)[42].
- 25 октября 2004 года по японской базе в Эс-Самава была выпущена 107-мм ракета, которая упала на территории базы, но не взорвалась. В ходе осмотра было установлено, что ракета не имела взрывателя[47].
- 12 мая 2005 года по базе японского контингента были выпущены три снаряда[48]
- 15 июня 2005 года автомашины японского контингента забросали камнями[41]
- 23 июня 2005 года в нескольких километрах от Эс-Самава во время движения японской автомобильной колонны на обочине дороги прогремел взрыв[41], одна из четырёх машин получила повреждения, но пострадавших среди японских военнослужащих не имелось. В дальнейшем, при осмотре места происшествия австралийские солдаты обнаружили вторую мину, которая была заложена на этом же участке дороги, но не взорвалась[19].
- 5 июля 2005 года[41] в сторону японской базы в Эс-Самава были выпущены пять ракет, одна из которых взорвалась на территории базы, четыре другие - за её периметром[49].

Потерь убитыми и ранеными среди японских военнослужащих за весь период действий в Ираке не имелось, но один военнослужащий был травмирован (офицер воздушных сил самообороны Yorimasa Ikeda был сбит перевозившим солдат США автобусом и госпитализирован, а после завершения лечения - возвращён в Японию).
Непосредственно после возвращения в Японию 8 участвовавших в операции военнослужащих (7 военнослужащих сухопутных сил самообороны и 1 военнослужащий воздушных сил самообороны) совершили самоубийство. Всего до мая 2015 года самоубийство совершили 29 участвовавших в операции военнослужащих (21 военнослужащий сухопутных сил самообороны и 8 военнослужащих воздушных сил самообороны).